# Markt Einersheim
Markt Einersheim – gmina targowa w Niemczech, w kraju związkowym Bawaria, w rejencji Dolna Frankonia, w regionie Würzburg, w powiecie Kitzingen, wchodzi w skład wspólnoty administracyjnej Iphofen. Leży w Steigerwaldzie, około 10 km na południowy wschód od Kitzingen, przy drodze B8.

## Demografia
| Rok  | Liczba mieszk. |
| ---- | -------------- |
| 1970 | 1033           |
| 1987 | 1114           |
| 2000 | 1247           |
| 2005 | 1194           |

## Oświata
(na 1999)

W gminie znajduje się 75 miejsc przedszkolnych (z 46 dziećmi) oraz szkoła podstawowa (8 nauczycieli, 146 uczniów).